# Eduardo Sanz Lovatón
Eduardo José Sanz Lovatón (Santo Domingo, Distrito Nacional; 5 de febrero del 1977) es un profesor, político y abogado dominicano, egresado del colegio bilingüe Saint George y de la Pontificia Universidad Católica Madre y Maestra, doctor en Derecho Internacional Privado por el Instituto de Estudios Políticos de París y en Derecho Civil por la Universidad Panthéon-Assas. 
Actualmente es el director general de Aduanas de la República Dominicana y secretario de finanzas del Partido Revolucionario Moderno.

## Vida política
De una familia con preponderante participación social, política y ciudadana, es egresado del programa de Liderazgo Político del National Democratic Institute for International Affairs. Se integró al Partido Revolucionario Dominicano a corta edad, donde logró destacarse por su labor dentro de la Juventud Revolucionaria Dominicana, organización a la que renunció en 2004 al considerar que la misma había abandonado los principios anti-reeleccionistas de su fundador José Francisco Peña Gómez al proclamar como candidato presidencial al entonces presidente Hipólito Mejía. Luego de la renuncia al PRD, se integró junto con un grupo de jóvenes al naciente Partido Revolucionario Social Demócrata, que recientemente había sido fundado por Hatuey Decamps y asume el cargo de Secretario de Comunicaciones.
Su experiencia en el tema, lo hace una voz importante durante los debates relacionados al DR-CAFTA y logra posicionarse como una figura refrescante en el panorama político dominicano. En 2006, es candidato a Diputado por el PRSD en la circunscripción #1 del Distrito Nacional y no obstante las características tradicionales de campaña en América Latina, basa la suya en propuestas e ideas socialdemócratas.
En el ámbito de relaciones internacionales, ha participado en la Convención Nacional Demócrata de 2008 y 2012.
En 2008 regresa al PRD y asume la posición de Subsecretario de Comunicaciones así como miembro de la Comisión Política.
En la Convención interna para escoger al candidato Presidencial del PRD con miras a 2012, Sanz endosa al Presidente del partido, Miguel Vargas Maldonado pero una vez electo el expresidente Hipólito Mejía, Eduardo se suma a la campaña por el candidato de su partido. Dicha campaña estuvo plagada por divisiones internas entre el candidato y el presidente del PRD. Divisiones que siguieron y se intensificaron después de la contienda en que resultó vencedor Danilo Medina.
En el año 2014 pasa a formar parte de la nueva fuerza política de la República Dominicana, el Partido Revolucionario Moderno PRM, producto de la crisis interna que arrastró el PRD luego del proceso presidencial de 2012. Actualmente es miembro de la Dirección Ejecutiva del PRM y director general de Aduanas de República Dominicana

## Vida profesional
Al asumir sus obligaciones como director general de Aduanas, abandonó su rol de  Socio Gerente en la firma de abogados que fundó, Staff Legal. Antes había formado parte del reconocido bufete Pellerano  & Herrera.